# 施特拉尔峰 (伯尔尼山)
施特拉爾峰（德語：Strahlhorn）是瑞士的山峰，位於該國南部，由瓦萊州負責管轄，屬於伯尔尼山的一部分，處於比奇峰以東，海拔高度3,200米。

## 外部連結
- Strahlhorn on Hikr （页面存档备份，存于）